# 野田駅 (JR西日本)
野田駅（のだえき）は、大阪府大阪市福島区吉野三丁目にある、西日本旅客鉄道（JR西日本）大阪環状線の駅である。駅番号はJR-O13。駅シンボルフラワーは「野田藤」である。

## 当駅から接続する鉄道路線
- 大阪市高速電気軌道 (Osaka Metro)
  -  千日前線 - 玉川駅

阪神電気鉄道にも野田駅があるが約500m離れている。阪神野田駅と近接しているのは千日前線では隣の野田阪神駅、JRではJR東西線の海老江駅である。

## 歴史
- 1898年（明治31年）4月5日：西成鉄道が大阪駅 - 安治川口駅間で開業した際に設置。旅客・貨物を取り扱う一般駅[2]。
- 1906年（明治39年）12月1日：国有化により官設鉄道の駅となる。
- 1909年（明治42年）10月12日：線路名称を制定し、当駅は西成線の所属となる[4]。
- 1931年（昭和6年）11月8日：大阪市場駅までの貨物支線が開業[3]。
- 1943年（昭和18年）6月1日：配達の扱いを廃止[5]。
- 1953年（昭和28年）4月1日：三菱製紙への専用線の竣工式[6]。
- 1961年（昭和36年）4月25日：西成線の西九条駅以東が大阪環状線に編入[4]。当駅も同線所属となる[4]。
- 1964年（昭和39年）3月22日：高架駅になる。
- 1984年（昭和59年）2月1日：貨物の取り扱いを廃止[2]。同時に大阪市場駅までの貨物支線を廃止[3]。この頃、専用線も廃止。
- 1985年（昭和60年）3月14日：荷物扱い廃止[2]。
- 1987年（昭和62年）4月1日：国鉄分割民営化により西日本旅客鉄道（JR西日本）の駅となる[7]。
- 1997年（平成9年）9月20日：自動改札機を設置し、供用開始[8]。
- 2003年（平成15年）11月1日：ICカード「ICOCA」の利用が可能となる[9]。
- 2009年（平成21年）10月4日：大阪環状・大和路線運行管理システム導入[10]。
- 2015年（平成27年）3月22日：発車メロディを導入。曲はロシア民謡の「一週間」。
- 2018年（平成30年）3月17日：駅ナンバリングが導入される。
- 2019年（令和元年）9月1日：JR西日本交通サービスによる業務委託駅となる。
- 2024年（令和6年）
  - 8月31日：みどりの窓口の営業を終了[11]。
  - 9月1日：みどりの券売機プラスを導入[11]。

## 駅構造

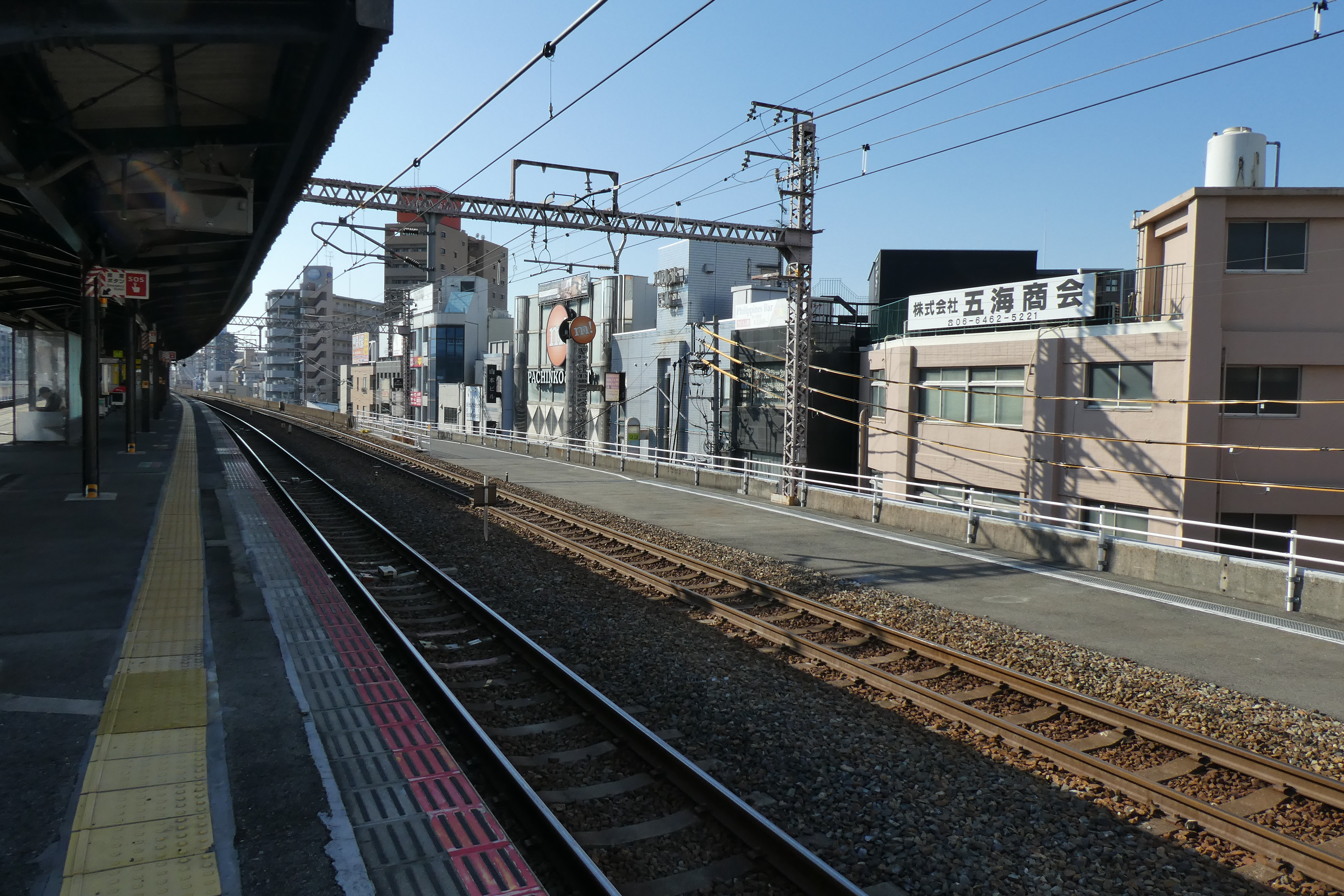
大阪市場駅に繋がっていた貨物支線跡。現在は線路保守用車両の通行ために舗装されている。

旅客線のみに島式ホーム1面2線を持つ高架駅。分岐器や絶対信号機がないため、停留所に分類される。
西九条駅が管理しているJR西日本交通サービスによる業務委託駅で、アーバンネットワークエリアに入っており、ICOCAが利用可能である（相互利用可能ICカードはICOCAの項を参照）。また、JRの特定都区市内制度における「大阪市内」に属する駅である。
外回り線の外側に貨物線（通称梅田貨物線）がある。ただし、当駅を含む福島駅 - 西九条駅間は大阪環状線の線増扱いであり、東海道本線貨物支線となるのは福島駅以東である。かつてはこの貨物線から地上へ降りる路線が分岐していた。その路線は地上で2つの路線に分かれ、片方は大阪市中央卸売市場本場の中にあった大阪市場駅へ向かう貨物支線、もう片方は三菱ガス化学大阪工場や福山通運大阪流通センター、レンゴー淀川製紙工場などへ向かう専用線となっていた。専用線はもともと三菱製紙が敷設したもので、1953年（昭和28年）2月11日に完成し、4月1日に竣工式が実施されている。この専用線に接続する会社はその後変化しながら、1985年（昭和60年）頃まで使用されていた。
かつては1階とホームを結ぶ階段の踊り場にTSUTAYA JR野田店に直結する改札口があったが、2019年2月に閉店し自動改札機は撤去されている。以前は出場専用であったが、その後は入場することもできていた。

### のりば
| のりば | 路線       | 方向   | 行先               |
| ------ | ---------- | ------ | ------------------ |
| 1      | 大阪環状線 | 内回り | 西九条・弁天町方面 |
| 2      | 大阪環状線 | 外回り | 大阪・京橋方面     |

時間帯により停車する本数が大きく変動する。朝夕のラッシュ時は約3分間隔であるが、12 - 15時台は1時間4本のみが停車する。

### 発車メロディ
「大阪環状線改造プロジェクト」の一環として、2015年3月22日からロシア民謡の「一週間」が発車メロディとして使用されている。大阪市中央卸売市場が駅近くにあることと、歌詞の「日曜日に市場へ出かけ」にちなんでいる。

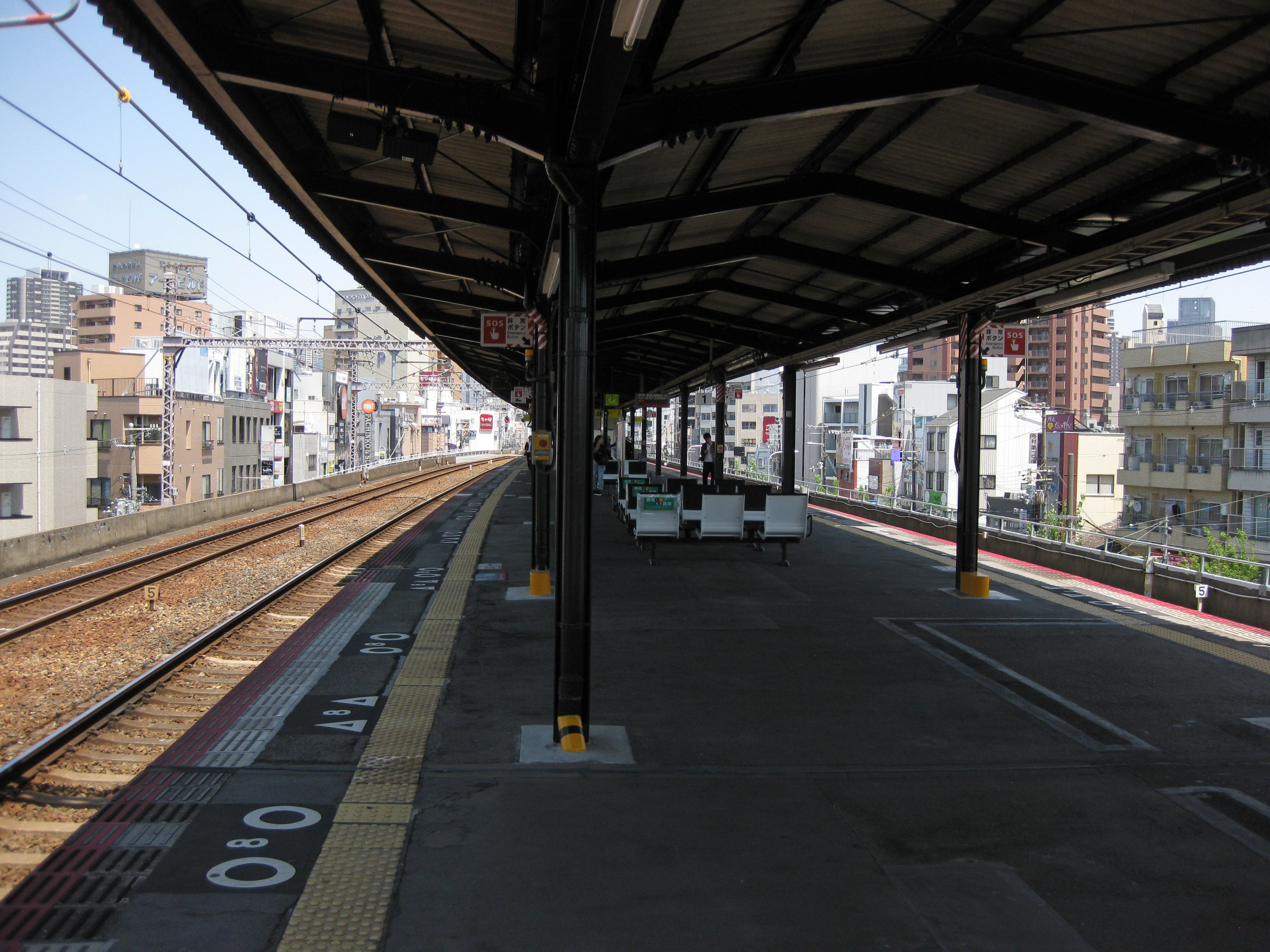
ホーム
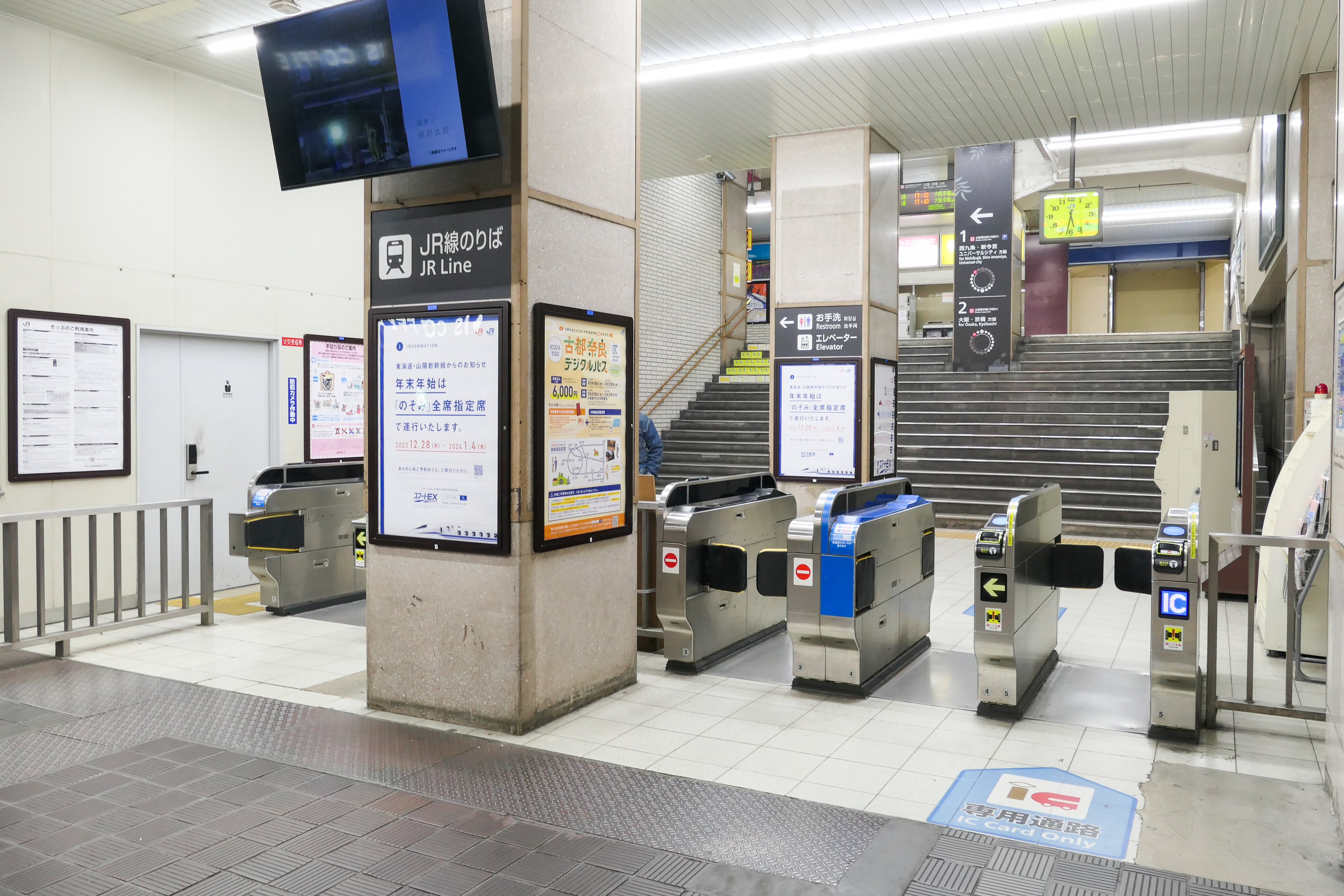
改札口

## 利用状況
2023年（令和5年）度の1日平均乗車人員は11,406人である。大阪環状線では今宮駅・芦原橋駅に次いで3番目に乗車人員が少ない駅だが、大阪環状線内で快速が停車しない駅の中では最多である。
近年の1日平均乗車人員の推移は以下の通りである。
| 年度               | 1日平均 乗車人員 | 増減率 | 定期利用状況 | 定期利用状況 | 出典          |
| 年度               | 1日平均 乗車人員 | 増減率 | 1日平均      | 定期率       | 出典          |
| ------------------ | ---------------- | ------ | ------------ | ------------ | ------------- |
| 1988年（昭和63年） | 15,302           |        | 10,762       | 70.3%        | [ 大阪府 1 ]  |
| 1989年（平成元年） | 15,200           | -0.7%  | 10,624       | 69.9%        | [ 大阪府 1 ]  |
| 1990年（平成02年） | 15,458           | 1.7%   | 10,668       | 69.0%        | [ 大阪府 2 ]  |
| 1991年（平成03年） | 15,676           | 1.4%   | 10,794       | 68.9%        | [ 大阪府 3 ]  |
| 1992年（平成04年） | 15,847           | 1.1%   | 10,829       | 68.3%        | [ 大阪府 4 ]  |
| 1993年（平成05年） | 15,866           | 0.1%   | 10,799       | 68.1%        | [ 大阪府 5 ]  |
| 1994年（平成06年） | 15,987           | 0.8%   | 10,839       | 67.8%        | [ 大阪府 6 ]  |
| 1995年（平成07年） | 16,358           | 2.3%   | 10,947       | 66.9%        | [ 大阪府 7 ]  |
| 1996年（平成08年） | 16,189           | -1.0%  | 10,783       | 66.6%        | [ 大阪府 8 ]  |
| 1997年（平成09年） | 14,189           | -12.4% | 9,292        | 65.5%        | [ 大阪府 9 ]  |
| 1998年（平成10年） | 13,532           | -4.6%  | 8,742        | 64.6%        | [ 大阪府 10 ] |
| 1999年（平成11年） | 12,953           | -4.3%  | 8,338        | 64.4%        | [ 大阪府 11 ] |
| 2000年（平成12年） | 12,443           | -3.9%  | 7,941        | 63.8%        | [ 大阪府 12 ] |
| 2001年（平成13年） | 12,404           | -0.3%  | 7,769        | 62.6%        | [ 大阪府 13 ] |
| 2002年（平成14年） | 12,066           | -2.7%  | 7,560        | 62.7%        | [ 大阪府 14 ] |
| 2003年（平成15年） | 11,965           | -0.8%  | 7,480        | 62.5%        | [ 大阪府 15 ] |
| 2004年（平成16年） | 11,830           | -1.1%  | 7,475        | 63.2%        | [ 大阪府 16 ] |
| 2005年（平成17年） | 11,816           | -0.1%  | 7,425        | 62.8%        | [ 大阪府 17 ] |
| 2006年（平成18年） | 11,896           | 0.7%   | 7,512        | 63.1%        | [ 大阪府 18 ] |
| 2007年（平成19年） | 12,021           | 1.1%   | 7,587        | 63.1%        | [ 大阪府 19 ] |
| 2008年（平成20年） | 11,821           | -1.7%  | 7,506        | 63.5%        | [ 大阪府 20 ] |
| 2009年（平成21年） | 11,300           | -4.4%  | 7,258        | 64.2%        | [ 大阪府 21 ] |
| 2010年（平成22年） | 11,457           | 1.4%   | 7,366        | 64.3%        | [ 大阪府 22 ] |
| 2011年（平成23年） | 11,865           | 3.6%   | 7,599        | 64.0%        | [ 大阪府 23 ] |
| 2012年（平成24年） | 11,843           | -0.2%  | 7,572        | 63.9%        | [ 大阪府 24 ] |
| 2013年（平成25年） | 11,790           | -0.4%  | 7,460        | 63.3%        | [ 大阪府 25 ] |
| 2014年（平成26年） | 11,633           | -1.3%  | 7,350        | 63.2%        | [ 大阪府 26 ] |
| 2015年（平成27年） | 11,823           | 1.6%   | 7,342        | 62.1%        | [ 大阪府 27 ] |
| 2016年（平成28年） | 12,050           | 1.9%   | 7,443        | 61.8%        | [ 大阪府 28 ] |
| 2017年（平成29年） | 12,423           | 3.1%   | 7,553        | 60.8%        | [ 大阪府 29 ] |
| 2018年（平成30年） | 12,545           | 1.0%   | 7,565        | 60.3%        | [ 大阪府 30 ] |
| 2019年（令和元年） | 12,565           | 0.2%   | 7,647        | 60.9%        | [ 大阪府 31 ] |
| 2020年（令和02年） | 9,816            | -21.9% | 6,649        | 67.7%        | [ 大阪府 32 ] |
| 2021年（令和03年） | 9,982            | 1.7%   | 6,616        | 66.3%        | [ 大阪府 33 ] |
| 2022年（令和04年） | 10,792           | 8.1%   | 6,681        | 61.9%        | [ 大阪府 34 ] |
| 2023年（令和05年） | 11,406           | 5.7%   | 6,738        | 59.1%        | [ 大阪府 35 ] |

## 駅周辺
- 大阪市中央卸売市場本場
- 福山通運大阪流通センター
- レンゴー淀川製紙工場
- 大阪府立西野田工科高等学校 - 北へ800m
- 大阪市立吉野小学校
- 大阪市立野田小学校
- 日本郵便 大阪吉野郵便局
- 円満寺
- 極楽寺
- 弘法寺
- 大仙寺
- 東横INN大阪JR野田駅前

## バス路線
大阪シティバスの路線が発着する。
野田
- 56号系統：酉島車庫前 / 大阪駅前

地下鉄玉川
- 56号系統：酉島車庫前 / 大阪駅前
- 90号系統：鶴町四丁目 / 野田阪神前

## 隣の駅
西日本旅客鉄道（JR西日本）
 大阪環状線
■大和路快速・■関空快速・■紀州路快速・■快速
通過
■区間快速・■直通快速・■普通
福島駅 (JR-O12) - 野田駅 (JR-O13) - 西九条駅 (JR-O14)

### かつて存在した路線
日本国有鉄道
大阪環状線貨物支線
野田駅 - 大阪市場駅

### 記事本文

### 利用状況
1. ↑  大阪府統計年鑑 - 大阪府
2. ↑  大阪市統計書 - 大阪市

#### 大阪府統計年鑑
1. 1 2  大阪府統計年鑑（平成2年） (PDF)
2. ↑  大阪府統計年鑑（平成3年） (PDF)
3. ↑  大阪府統計年鑑（平成4年） (PDF)
4. ↑  大阪府統計年鑑（平成5年） (PDF)
5. ↑  大阪府統計年鑑（平成6年） (PDF)
6. ↑  大阪府統計年鑑（平成7年） (PDF)
7. ↑  大阪府統計年鑑（平成8年） (PDF)
8. ↑  大阪府統計年鑑（平成9年） (PDF)
9. ↑  大阪府統計年鑑（平成10年） (PDF)
10. ↑  大阪府統計年鑑（平成11年） (PDF)
11. ↑  大阪府統計年鑑（平成12年） (PDF)
12. ↑  大阪府統計年鑑（平成13年） (PDF)
13. ↑  大阪府統計年鑑（平成14年） (PDF)
14. ↑  大阪府統計年鑑（平成15年） (PDF)
15. ↑  大阪府統計年鑑（平成16年） (PDF)
16. ↑  大阪府統計年鑑（平成17年） (PDF)
17. ↑  大阪府統計年鑑（平成18年） (PDF)
18. ↑  大阪府統計年鑑（平成19年） (PDF)
19. ↑  大阪府統計年鑑（平成20年） (PDF)
20. ↑  大阪府統計年鑑（平成21年） (PDF)
21. ↑  大阪府統計年鑑（平成22年） (PDF)
22. ↑  大阪府統計年鑑（平成23年） (PDF)
23. ↑  大阪府統計年鑑（平成24年） (PDF)
24. ↑  大阪府統計年鑑（平成25年） (PDF)
25. ↑  大阪府統計年鑑（平成26年） (PDF)
26. ↑  大阪府統計年鑑（平成27年） (PDF)
27. ↑  大阪府統計年鑑（平成28年） (PDF)
28. ↑  大阪府統計年鑑（平成29年） (PDF)
29. ↑  大阪府統計年鑑（平成30年） (PDF)
30. ↑  大阪府統計年鑑（令和元年） (PDF)
31. ↑  大阪府統計年鑑（令和2年） (PDF)
32. ↑  大阪府統計年鑑（令和3年） (PDF)
33. ↑  大阪府統計年鑑（令和4年） (PDF)
34. ↑  大阪府統計年鑑（令和5年） (PDF)
35. ↑  大阪府統計年鑑（令和6年） (PDF)